# Opòssum cuacurt de Theresa
L'opòssum cuacurt de Theresa (Monodelphis theresa) és una espècie d'opòssum de Sud-amèrica. Viu al Brasil i el Perú.